# Tàu điện Keio hệ 9000
Tàu điện Keio hệ 9000 (京王9000系 (Kinh Vương 9000 hệ)) là loại tàu điện động lực phân tán (EMU) của Nhật Bản, được vận hành bởi tập đoàn đường sắt tư nhân Keiō Corporation từ năm 2001 trên tuyến Keio và các chi nhánh của tuyến này ở Tokyo và huyện Kanagawa.

## Biến thể

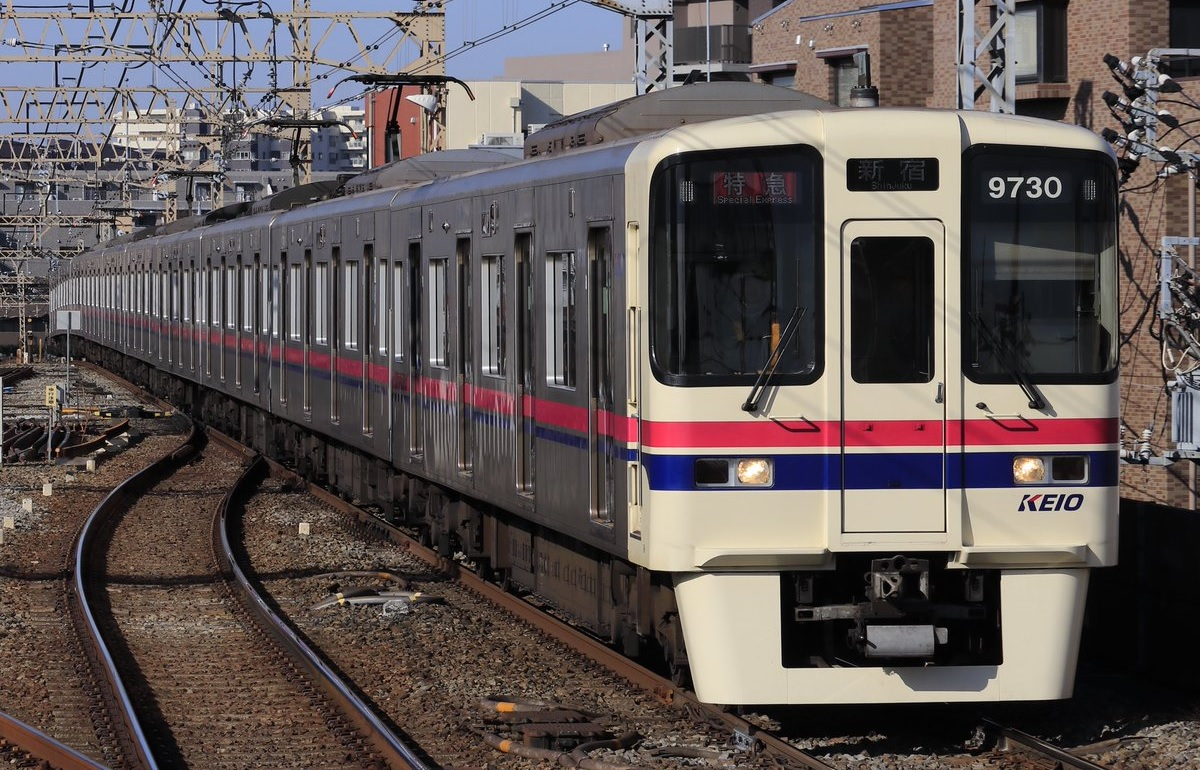
Hệ 9000: bộ 8 toa xe nguyên bản (9701-9708)
- Hệ 9030: Bộ 10 toa xe (9730-9749) dùng trên các dịch vụ liên tuyến của tuyến Toei Shinjuku từ năm 2006.  - Bộ 10 toa xe 9730

## Sử dụng

### Hệ 9000
Bộ 8 toa xe hệ 9000 được sử dụng chủ yếu trên Tuyến Keiō, Tuyến Takao và Tuyến Sagamihara. Các bộ xe này chủ yếu sử dụng trên các dịch vụ Địa phương vào ban ngày. Chúng cũng được dùng trên các chuyến tàu Tốc hành và Nhanh 10 toa. Bộ toa xe được kết hợp với bộ Keio hệ 7000 2 toa để tạo thành một đoàn tàu 10 toa.

### Hệ 9030
Bộ 10 toa 9030 sử dụng chủ yếu trên các tuyến liên vận đến và đi từ Tuyến Toei Shinjuku.

## Thiết kế
Thiết kế mặt trước tàu dựa trên mẫu của dòng Keiō 5000. Thân xe được làm bằng thép không gỉ. Trong khi hầu hết các bộ xe được chế tạo tại Nippon Sharyō, thì một số bộ khác lại chế tạo tại Tōkyū Car Corporation. Phần trước xe được làm bằng thép sơn màu trắng ngà.

Bộ 9030 khác với bộ 8 toa xe cũ ở chỗ có kính cắt tia UV cho các cửa sổ rộng, nên không cần thiết phải có rèm cuốn, và được trang bị bảng chỉ báo điểm đến bằng đèn LED đủ màu.

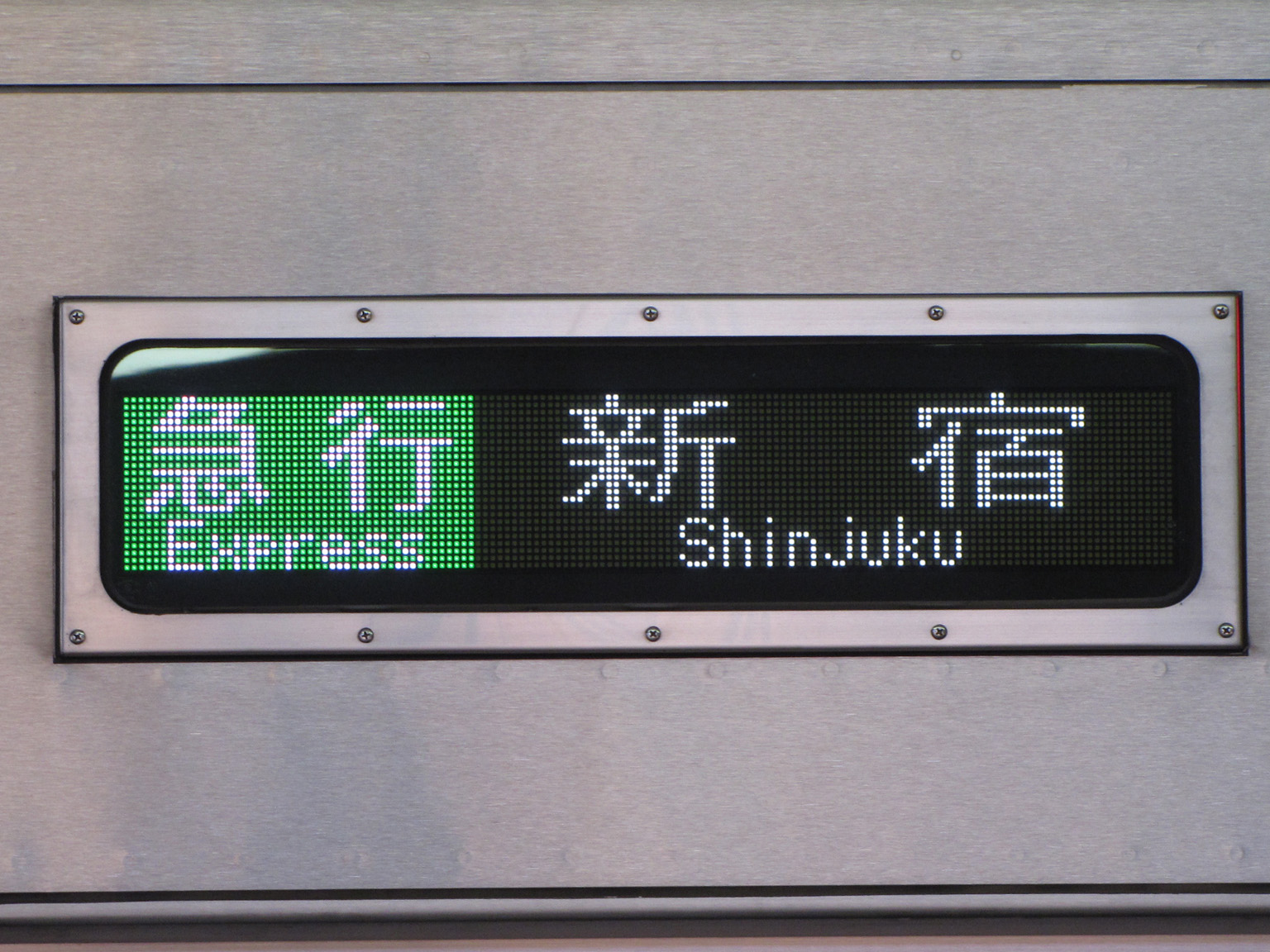
Panen điểm đến lắp bên ngoài

## Cấu tạo
Tính đến ngày 1 tháng 4 năm 2013, đội toa xe bao gồm tám bộ 8 toa xe 9000 và hai mươi bộ 10 toa xe 9030.

### 8 toa xe hệ 9000
Bộ 8 toa xe hệ 9000 (kiểu 9701 đến 9708) tổ chức như dưới đây, với 4 xe có động cơ (M) và 4 xe kéo không động cơ (T), và xe 1 ở đầu phía tây.
| Số toa xe | 1    | 2    | 3    | 4    | 5    | 6    | 7    | 8    |
| --------- | ---- | ---- | ---- | ---- | ---- | ---- | ---- | ---- |
| Định danh | Tc2  | M2   | M1   | T2   | T1   | M2   | M1   | Tc1  |
| Đánh số   | 9750 | 9150 | 9100 | 9550 | 9500 | 9050 | 9000 | 9700 |

- Các toa xe 3, 6 và 7 đều có một máy truyền điện một càng.[2]
- Toa xe số 2 và 7 có chỗ cho xe lăn.[2]

### 10 toa xe hệ 9030
Bộ 10 toa xe 9030 (kiểu 9730 đến 9749) tổ chức như dưới đây, với năm toa xe có động cơ (M) và năm toa xe rơmoóc (T) không động cơ, và với toa xe 1 ở đầu phía tây.
| Số toa xe | 1    | 2    | 3    | 4    | 5    | 6    | 7    | 8    | 9    | 10   |
| --------- | ---- | ---- | ---- | ---- | ---- | ---- | ---- | ---- | ---- | ---- |
| Định danh | Tc2  | M2   | M1   | T2   | T2   | M1   | T1   | M2   | M1   | Tc1  |
| Đánh số   | 9750 | 9250 | 9200 | 9650 | 9550 | 9100 | 9500 | 9050 | 9000 | 9700 |

- Mỗi toa xe 2, 3, 6, 8 và 9 đều có một máy truyền điện một càng.[2]
- Toa xe 2, 5, 7 và 9 có chỗ cho xe lăn.[2]

## Nội thất
Chỗ ngồi cho hành khách bao gồm: chỗ ngồi băng dọc trong suốt. Ghế ưu tiên được kê ở cuối mỗi toa.

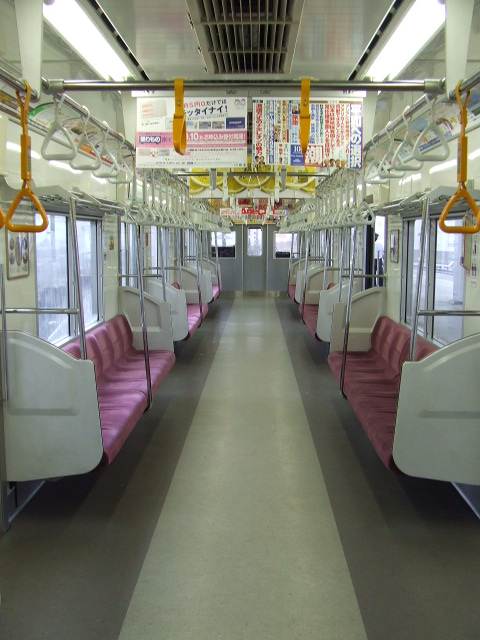
Nội thất của hệ 9000
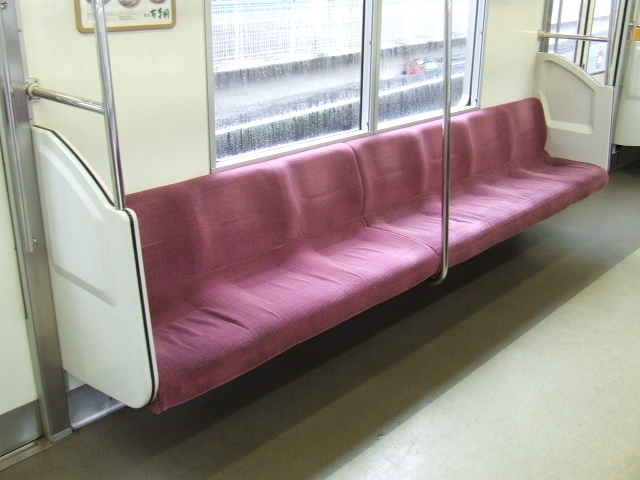
Ghế ngồi hệ 9000
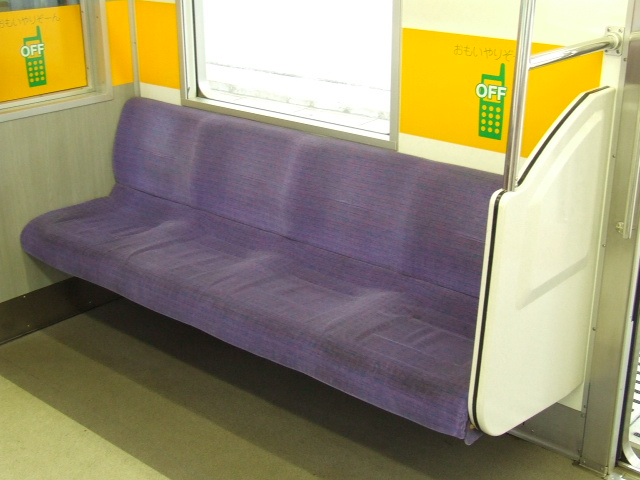
Ghế ưu tiên của hệ 9000
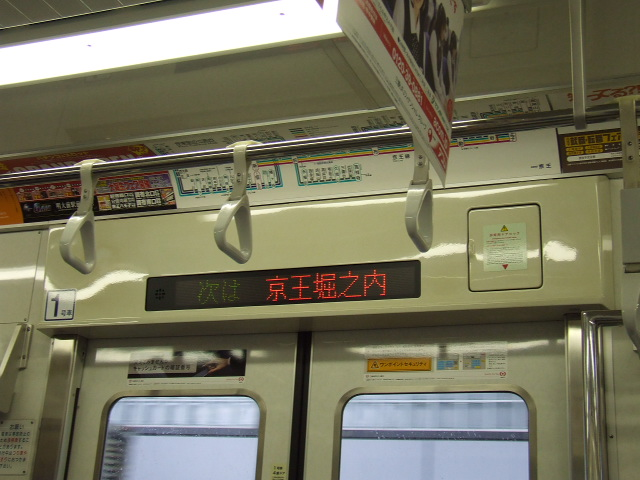
Màn hình hiển thị thông tin LED hệ 9000
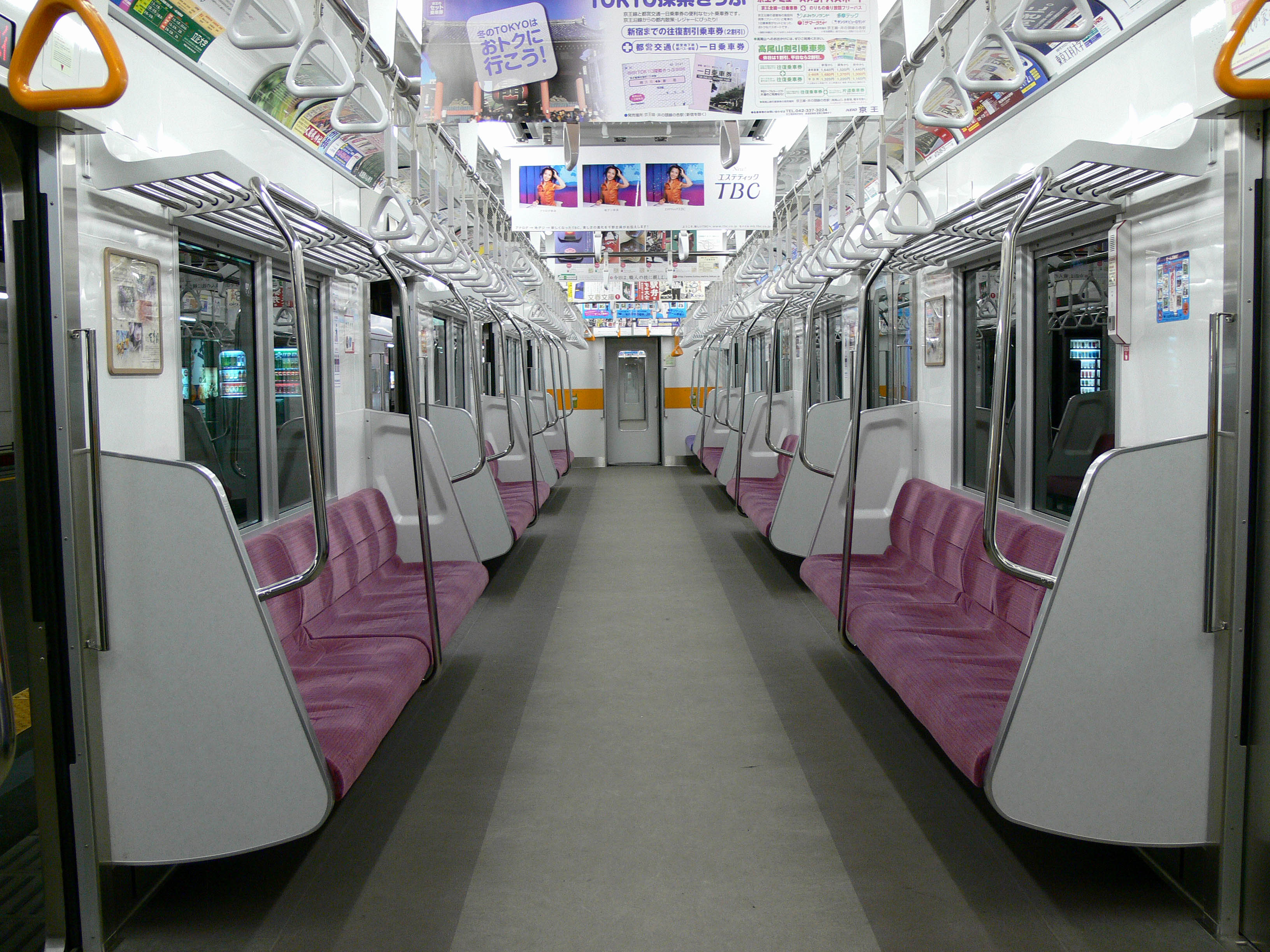
Nội thất hệ 9030
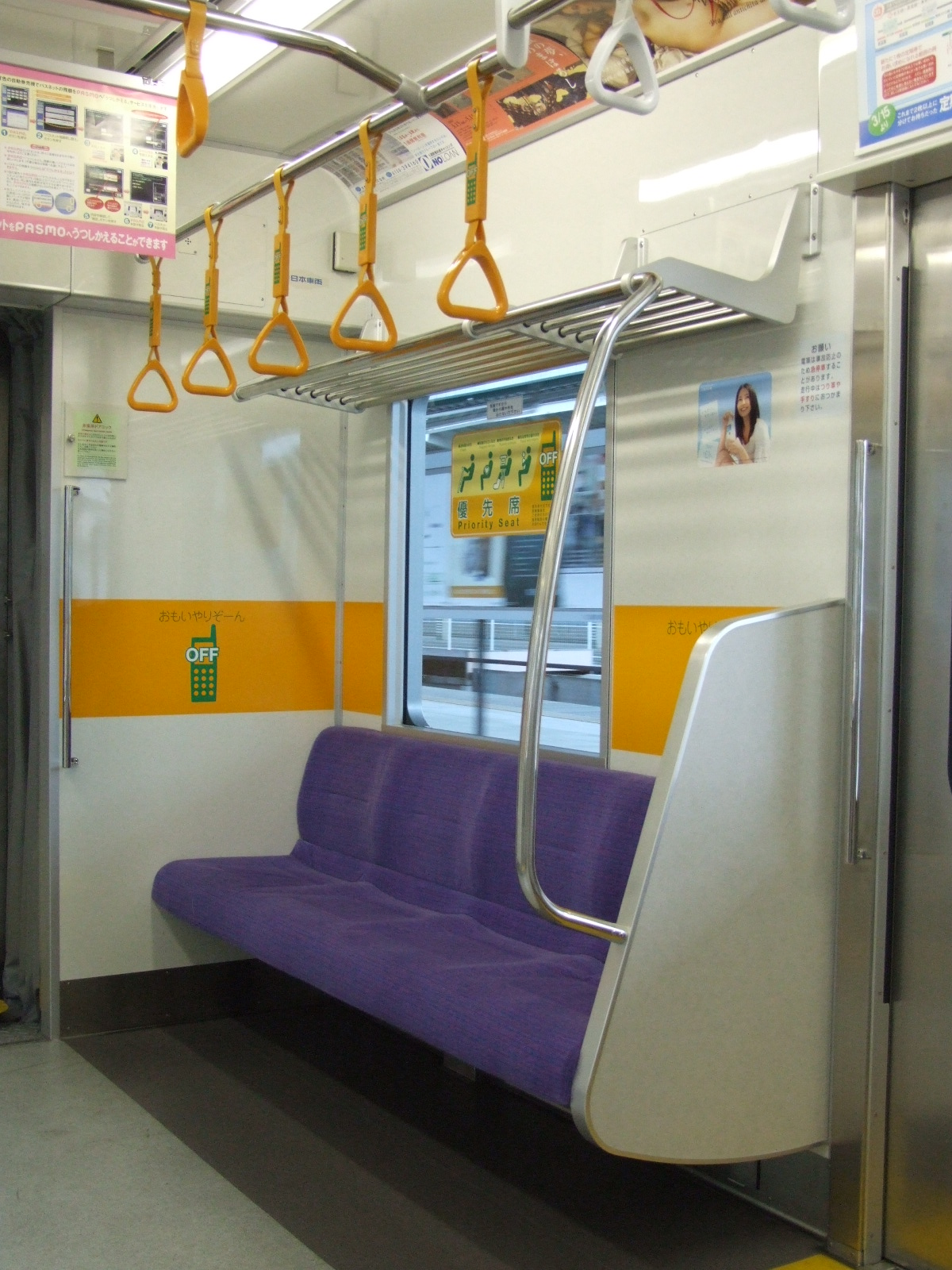
Ghế ưu tiên của hệ 9000
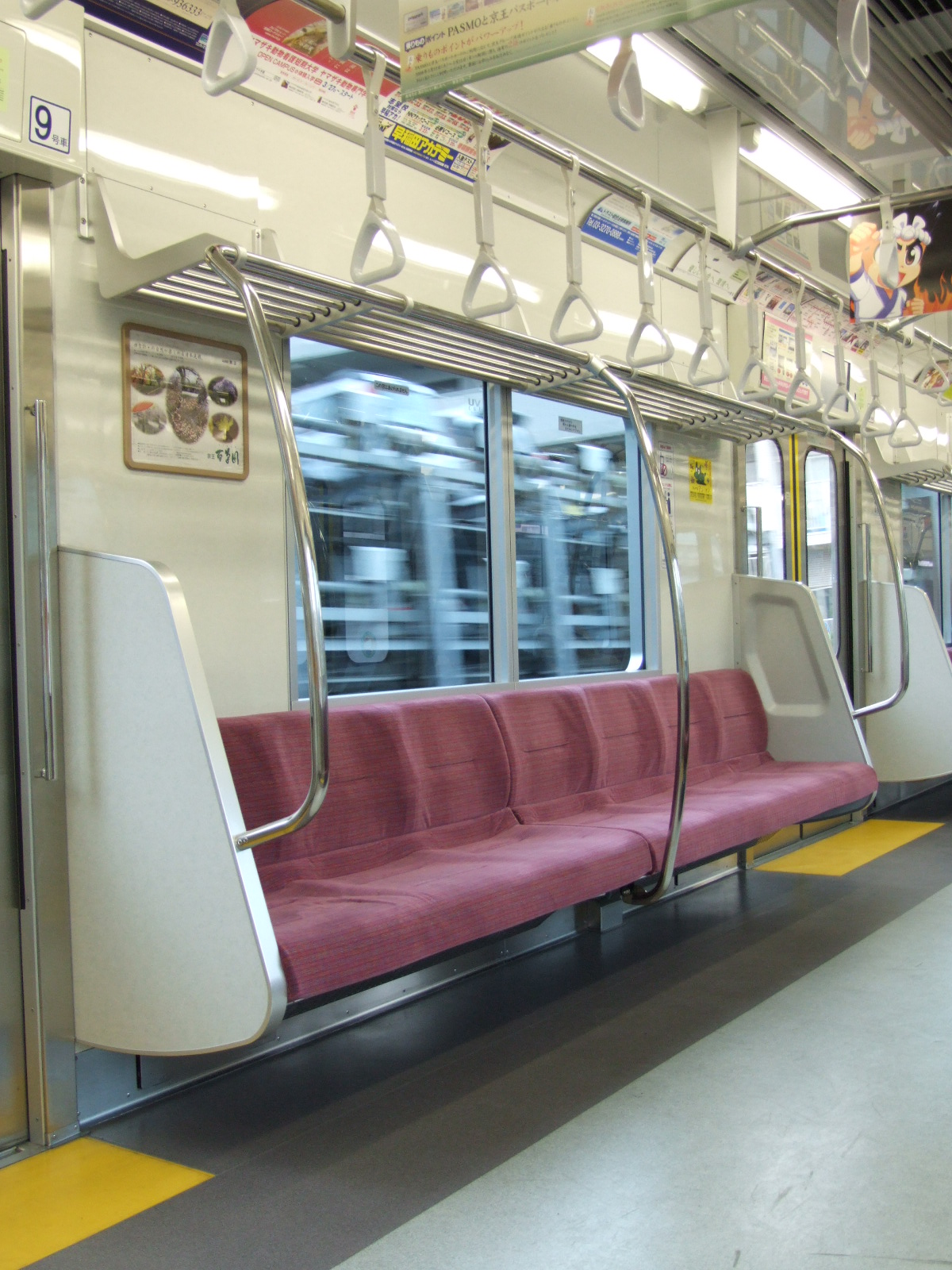
Ghế ngồi hệ 9030
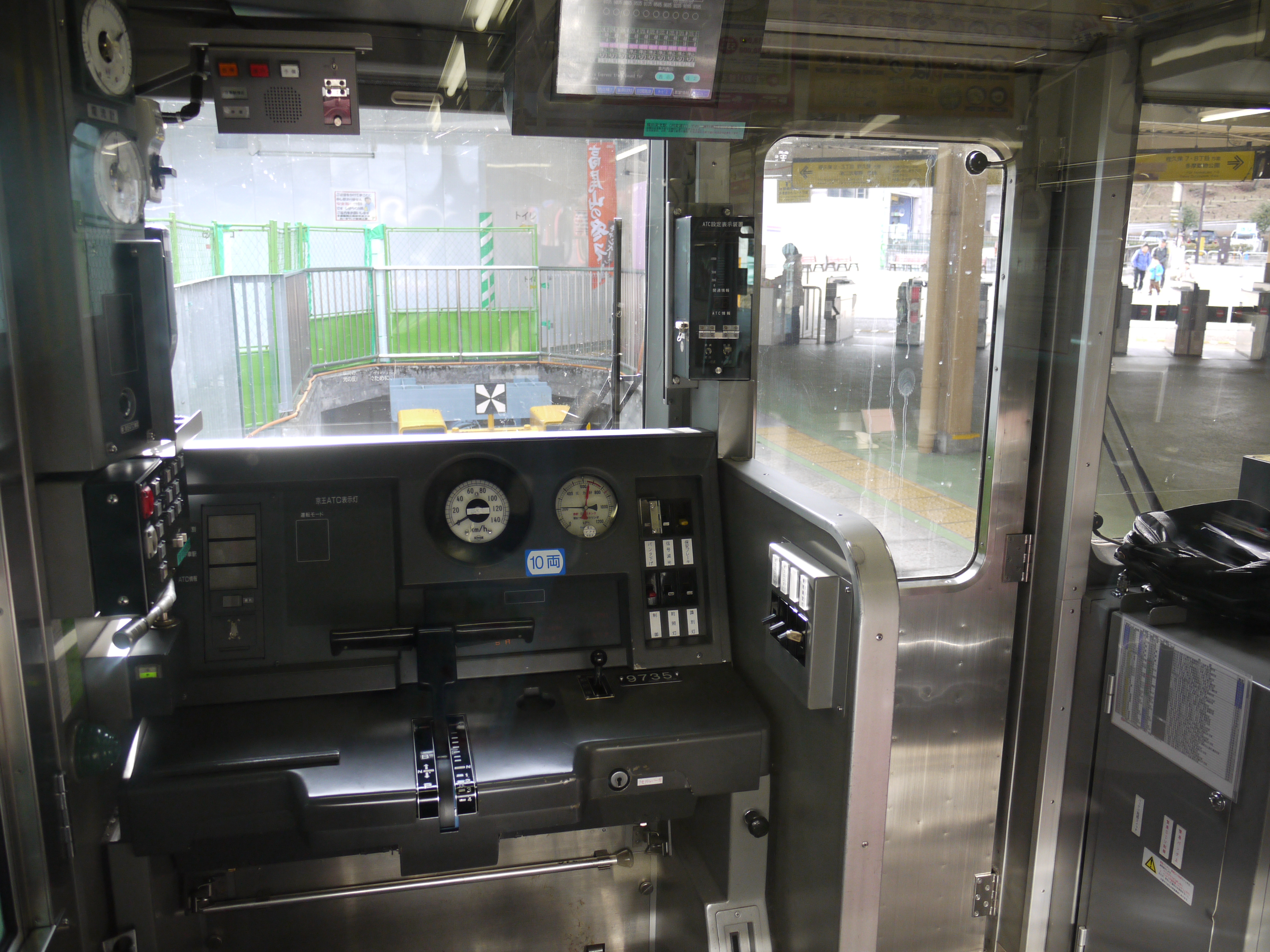
Buồng lái, tháng 2 năm 2013

## Ngoại trang đặc biệt

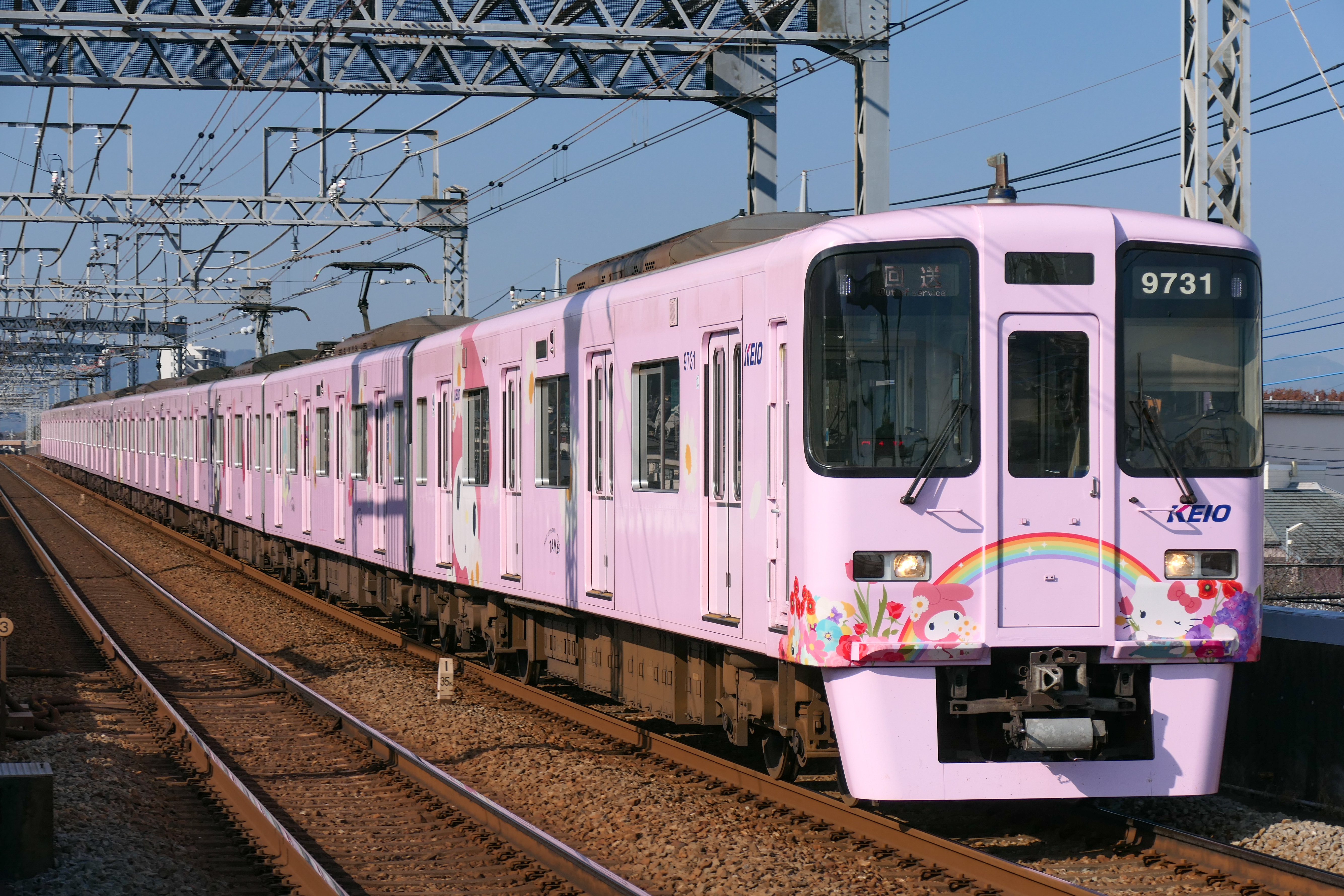
Bộ 9731, tháng 11 năm 2021

Từ ngày 1 tháng 11 năm 2018, bộ hệ 9000 kiểu 9731 được sơn màu hồng nhạt kết hợp hình một số nhân vật Sanrio, chẳng hạn như Hello Kitty.